# Drozdov, Beroun
Drozdov là một làng thuộc huyện Beroun, vùng Středočeský, Cộng hòa Séc.